# Kanton Toulon-7
Kanton Toulon-7 (fr. Canton de Toulon-7) je francouzský kanton v departementu Var v regionu Provence-Alpes-Côte d'Azur. Tvoří ho pouze část města Toulon.

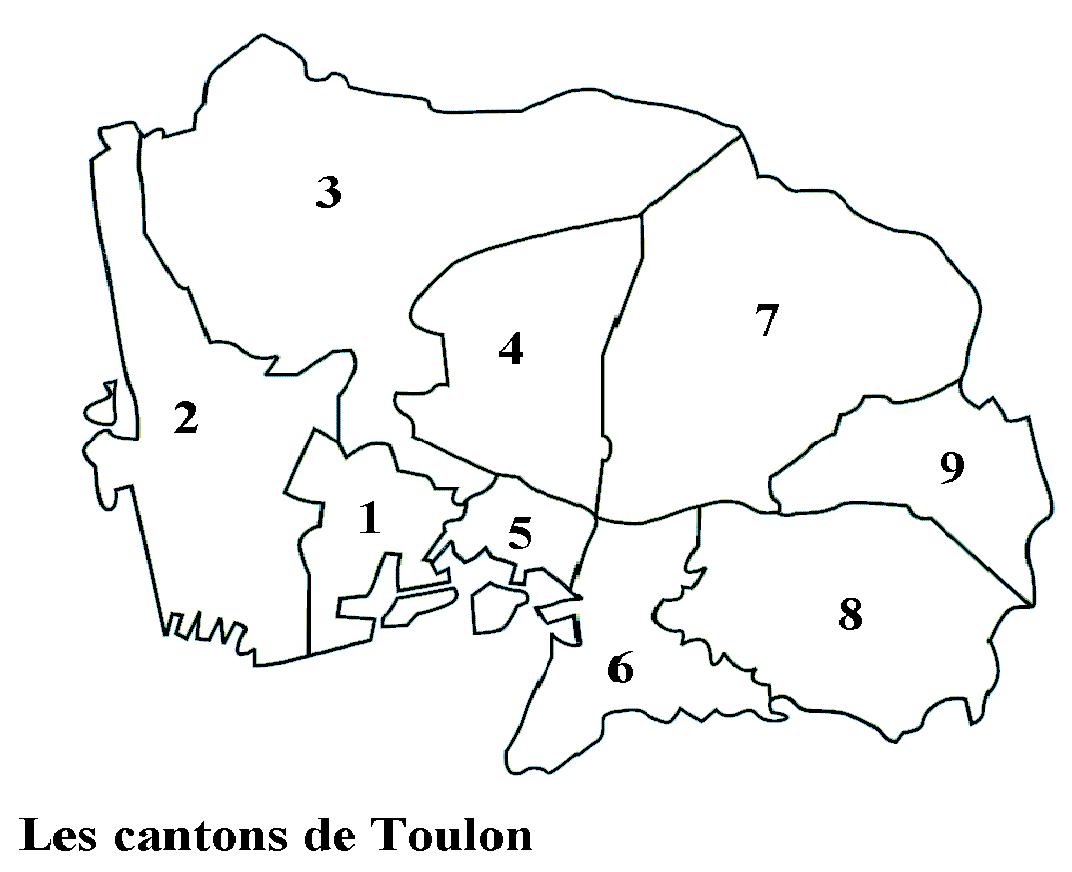
Uspořádání kantonů na mapě města Toulon